# Cipolletti
Cipolletti jest argentyńskim miastem leżącym w prowincji Río Negro w północnej Patagonii.
Według spisu z roku 2001 miasto liczyło 75 078 mieszkańców.
Cipolletti założone zostało jako fort  zwany Confluencia przez generała Lorenzo Vinttera w roku 1881. Obecną nazwę miasto zawdzięcza jednemu z prekursorów badań nad systemem irygacyjnym rzeki Río Negro Césarowi Cipollettiemu.
Miasto jest siedzibą klubu piłkarskiego Cipolletti.